# Бассиньяк-ле-Ба
Бассинья́к-ле-Ба (фр. Bassignac-le-Bas, окс. Bassinhac de Debas) — коммуна во Франции, находится в регионе Лимузен. Департамент — Коррез. Входит в состав кантона Меркёр. Округ коммуны — Тюль.
Код INSEE коммуны — 19017.
Коммуна расположена приблизительно в 430 км к югу от Парижа, в 105 км юго-восточнее Лиможа, в 29 км к югу от Тюля.

## Население
Население коммуны на 2008 год составляло 93 человека.
| 1962 | 1968 | 1975 | 1982 | 1990 | 1999 | 2008 |
| ---- | ---- | ---- | ---- | ---- | ---- | ---- |
| 170  | 212  | 165  | 156  | 132  | 105  | 93   |

## Экономика

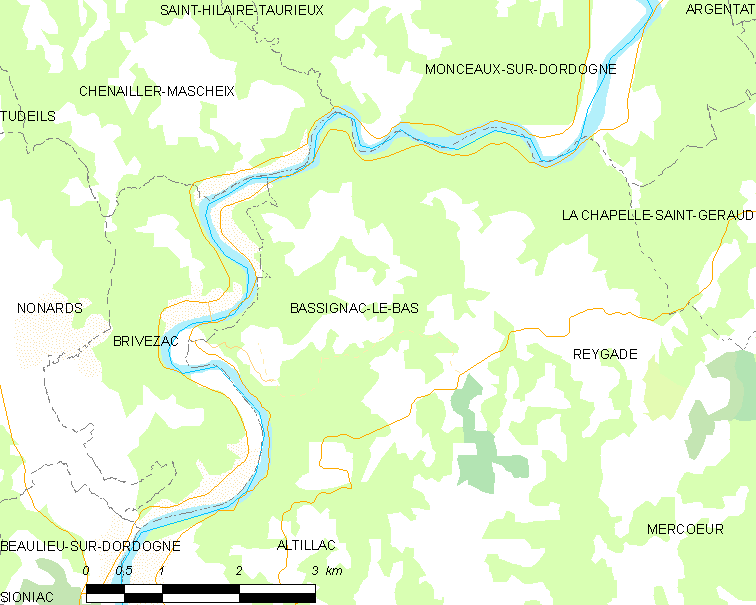
Карта коммуны

В 2007 году среди 51 человека в трудоспособном возрасте (15-64 лет) 33 были экономически активными, 18 — неактивными (показатель активности — 64,7 %, в 1999 году было 70,9 %). Из 33 активных работали 31 человек (19 мужчин и 12 женщин), безработных было 2 (1 мужчина и 1 женщина). Среди 18 неактивных 2 человека были учениками или студентами, 11 — пенсионерами, 5 были неактивными по другим причинам.